# Мочёные яблоки
Мочёные яблоки — яблоки, законсервированные при помощи молочнокислого и спиртового брожения. Блюдо русской кухни.

## Технология
Для мочения пригодны только яблоки осенних и зимних сортов, светлоокрашенные (неяркие) с плотной мякотью (сортов: антоновка, бабушкино, пепин литовский, осеннее полосатое, серый анис, скрыжапель), мелкие и средних размеров, зрелые и неповреждённые.
В этом виде заготовок различают три вида закисления: простое, кислое и сахарное. Мочить яблоки лучше в бочках или в кадках, но можно и в стеклянных сосудах. Кадки (желательно дубовые) подготавливают так же, как и при квашении капусты. В традиционных рецептах необходимо выстлать дно и бока ошпаренной ржаной или пшеничной соломой; она не только предохраняет от механических повреждений, но и улучшает их цвет и вкус. Яблоки следует плотно укладывать слоями, перестилая каждый слой соломой, верхний слой плодов покрыть соломой слоем 2—3 см и прокипячённой холстиной или деревянным кружком. Заливают яблоки специально приготовленным суслом. Затем надо вставить в бочку дно и через шпунтовое отверстие налить рассол (в кадку сверху холстины положить гнёт).
Первые 5—6 дней раствор по мере надобности необходимо доливать, так как яблоки хорошо впитывают воду и верхние слои оголяются, что может привести к загниванию плодов и порче всей кадки. Сначала (12—14 дней) яблоки держат в тёплом помещении при температуре 15—18 °C, затем, если брожение идёт нормально, бочки или кадки с яблоками помещают в погреб. При температуре 4—6 °C плоды медленно бродят. Примерно через 30—40 дней мочёные яблоки готовы к употреблению. В подвальном помещении продукция хранится до мая — июня, а в леднике не портится и до нового урожая.